# Brachyhypopomus janeiroensis
Espèce
Brachyhypopomus janeiroensis est une espèce de poissons de la famille des Hypopomidae.

## Distribution
Cette espèce est endémique des bassins des rio São João et rio Paraíba do Sul dans l'État de Rio de Janeiro, au sud du Minas Gerais et à l'est de l'État de São Paulo au Brésil.

## Description
C'est un Poisson électrique.

## Publication originale
- Costa & Campos-da-Paz, 1992 : Description d'une nouvelle espèce de poisson électrique du genre néotropical Hypopomus (Siluriformes: Gymnotoidei: Hypopomidae) du sud-est du Brésil. Revue française d'Aquariologie Herpétologie, vol. 18, n. 4, p. 117-120.